# Monumento a Garibaldi (Pistoia)
Il monumento a Garibaldi è una statua in bronzo di Pistoia, situata al centro dell'omonima piazza, a margine della chiesa di San Domenico.

## Storia
Sull'esempio di quanto avvenuto in altre città italiane dopo l'unificazione, nel 1897 l'avvocato Giuseppe Tesi fondò un comitato per reperire i fondi necessari alla realizzazione di una statua dedicata alla memoria dell'«Eroe dei due mondi».
Dopo innumerevoli dibattiti, problematiche burocratiche e ricorsi giudiziari, fu dato incarico allo scultore Antonio Garella e l'opera, realizzata nella Fonderia Lippi di Pistoia, fu posta nella piazza a lato della chiesa di San Domenico.
L'inaugurazione si tenne il 17 luglio 1904.
Il 3 giugno 1909 i reduci garibaldini pistoiesi fecero apporre alla base del monumento una corona in bronzo ornata con un fascio littorio.
La corona d'alloro, che segue naturalisticamente la conformazione del basamento, è opera dello scultore pistoiese Andrea Lippi (1888-1916), figlio di Pietro, titolare della Fonderia Lippi in cui venne fusa la statua.

## Descrizione
Il monumento equestre poggia su un piedistallo a pianta rettangolare. Il cavallo solleva la zampa destra anteriore e china leggermente la testa, conferendo alla scultura un senso di movimento. Garibaldi, raffigurato come un fiero condottiero, volge lo sguardo verso l'orizzonte, con la mano destra chiusa a pugno e poggiata sulla gamba, mentre con la sinistra regge le briglie. L'eroe indossa il berretto frigio, simbolo di liberazione in quanto attribuito agli schiavi liberati, e il foulard tipico dei gauchos, che aveva conosciuto negli anni dell'esilio in America latina.